# Wolfgang Euteneuer
Wolfgang Euteneuer (* 1. September 1955 in Bad Berleburg) ist ein ehemaliger deutscher Fußballspieler.

## Karriere
Über den Wittener FC 92 gelangte Euteneuer 1975 zum Bundesligisten VfL Bochum, für den er in zwei Spielzeiten fünf Punktspiele bestritt. Sein Bundesligadebüt gab er am 17. Januar 1976 (18. Spieltag) bei der 1:4-Niederlage im Auswärtsspiel gegen Werder Bremen mit Einwechslung für Heinz-Werner Eggeling in der 73. Minute. In der Folgesaison bestritt er drei Punktspiele, sein letztes am 21. Mai 1977 (34. Spieltag) bei der 1:5-Niederlage im Auswärtsspiel gegen den Hamburger SV mit Einwechslung für Paul Holz zur zweiten Halbzeit. Des Weiteren kam er in der 1. Hauptrunde des DFB-Pokal-Wettbewerbs, beim 4:1-Sieg bei der Spvg Steinhagen und in der 3. Hauptrunde, bei der 1:5-Niederlage bei Rot-Weiss Essen, zum Einsatz. In seiner dritten Saison kam er für den VfL Bochum nicht mehr zum Einsatz. Anschließend spielte er für den VfL Gevelsberg in der drittklassigen Oberliga Westfalen.

## Sonstiges
Bereits während seiner Zeit als Fußballprofi studierte Euteneuer an der Universität Dortmund die Fächer Sport und Sonderpädagogik. Nach seinem Examen 1979 fand er 1981 eine Anstellung an der Hasenclever-Förderschule in Gevelsberg, deren Leitung er 2002 übernahm.
2010 übernahm er die Leitung der Alfred-Adler-Förderschule in Dortmund.
Seit 2015 ist er Projektleiter des Projektes "Angekommen in deiner Stadt Dortmund".